# Petacciato

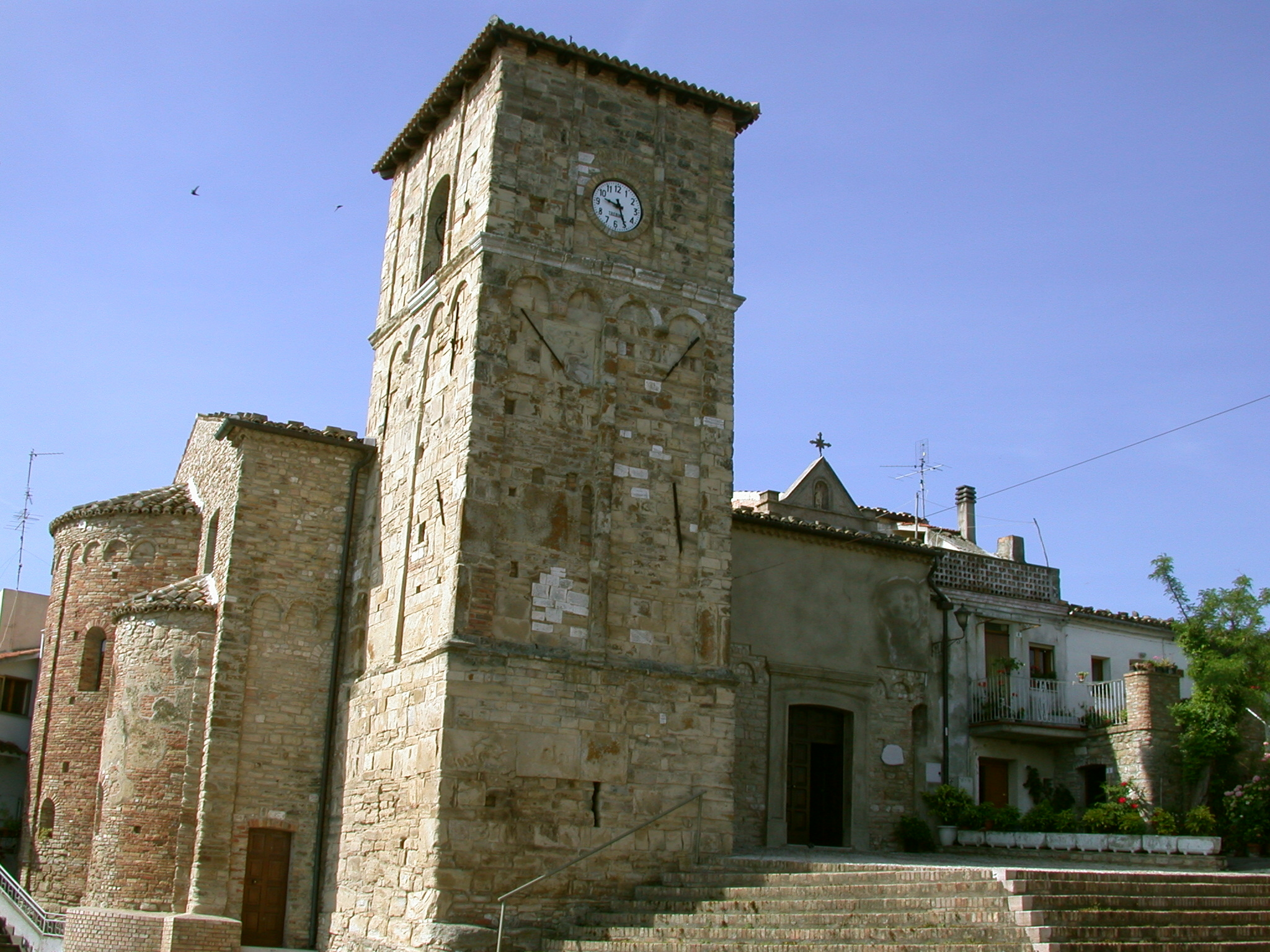
Santa Maria kerk in Petacciato

Petacciato is een gemeente in de Italiaanse provincie Campobasso (regio Molise) en telt 3550 inwoners (31-12-2004). De oppervlakte bedraagt 35,0 km², de bevolkingsdichtheid is 101 inwoners per km².

## Demografie
Petacciato telt ongeveer 1288 huishoudens. Het aantal inwoners steeg in de periode 1991-2001 met 5,3% volgens cijfers uit de tienjaarlijkse volkstellingen van ISTAT.

## Geografie
De gemeente ligt op ongeveer 225 m boven zeeniveau.
Petacciato grenst aan de volgende gemeenten: Guglionesi, Montenero di Bisaccia, Termoli.